# Saint-Laurent-de-Jourdes
Saint-Laurent-de-Jourdes is een gemeente in het Franse departement Vienne (regio Nouvelle-Aquitaine) en telt 160 inwoners (1999). De plaats maakt deel uit van het arrondissement Montmorillon.

## Geografie
De oppervlakte van Saint-Laurent-de-Jourdes bedraagt 18,3 km², de bevolkingsdichtheid is 8,7 inwoners per km².
De onderstaande kaart toont de ligging van Saint-Laurent-de-Jourdes met de belangrijkste infrastructuur en aangrenzende gemeenten.

## Demografie
Onderstaande figuur toont het verloop van het inwonertal (bron: INSEE-tellingen).